# Veteranendenkmal (Frankenthal)
Das Veteranendenkmal ist ein Denkmal der Veteranen für die Gefallenen der napoleonischen Kriege aus Frankenthal (Pfalz). Errichtet wurde es 1841 von überlebenden Teilnehmern an den französischen Feldzügen. Gewidmet wurde es den Gefallenen, namentlich vermerkt wurden nur die Überlebenden. Das Denkmal ist ein typisches Beispiel für die sogenannten Napoleonsteine, die in den 1840er und 1850er Jahren in den während der Napoleonischen Kriege französisch besetzten westdeutschen Gebieten an vielen Orten von Veteranenvereinen gestiftet und erbaut wurden.

## Geografische Lage
Das Denkmal steht im 1821 angelegten Parkfriedhof der Stadt. Es steht dort östlich der zentralen Achse in einem aufgelassenen Teil des Friedhofs. Sie bildet den südlichen Zugang zur Leichenhalle und ist als Kastanienallee angelegt.

## Geschichte
In der Zeit des Vormärz bildeten sich in Städten und Gemeinden der linksrheinischen Territorien, die bis 1813 zu Frankreich gehört hatten, Veteranenvereine. Die Kleinstadt Frankenthal gehörte damals zum bayerischen Rheinkreis. Der örtliche Veteranenverein mit 57 Mitgliedern wurde 1837 gegründet. Erstes Ziel war die Errichtung eines Denkmals. Durch Sammlungen kamen bald 1500 Gulden zusammen.
Den Entwurf stiftete König Ludwig I. Der Auftrag für die Ausführung wurde an den Bildhauer Peter Menges (1793–1859) in Kaiserslautern erteilt. Am 13. Februar 1841 fand die feierliche Einweihung des Denkmals statt. In den folgenden Jahren wurden die Namen der verstorbenen Vereinsmitglieder mit ihrem Dienstgrad in der napoleonischen Armee und dem Sterbedatum in kursiver Schrift vermerkt. Der Tod des Letzten – Korporal Konrad Kissel – ist mit dem Datum des 4. Juni 1880 vermerkt.
Das Vereinsvermögen fiel 1880 nach dem Tod Kissels an die Stadt, die die Sorge für das Denkmal übernahm. Es ist als Kulturdenkmal eingetragen und wird heute durch Ehrenamtliche der französischen Kriegsgräberfürsorge betreut.

## Beschreibung
Das Denkmal besteht aus Buntsandstein. Auf einem dreistufig getreppten Sockel steht ein flacher Quader. Darauf steht ein hochrechteckiger Quader. Dessen zur Allee ausgerichtete Seite trägt die Widmungsinschrift:
„Den in den Feldzügen

der Jahre 1804 bis 1813

gefallenen Kriegern

aus Frankenthal

widmen diese Denkmal

ihre heimgekehrten Kameraden.“
Die drei weiteren Seiten enthalten, die 57 Namen derjenigen, die als Veteranen die Feldzüge überlebten und das Denkmal stifteten – nicht die der Gefallenen, die namentlich nicht erwähnt werden. Bekrönt wird das Denkmal von einem in Stein gehauenen griechischen Helm als Aufsatz, der auf einer abgestuften Deckplatte ruht.
Vier steinerne Pfosten an den Ecken des Sockels waren durch Bronzegitter verbunden. Die letzten beiden Pfosten wurden nach 1960 entfernt.